# Gord
Pour les articles homonymes, voir Gord (homonymie).
Gord est une série de bande dessinée de science-fiction, genre anticipation, créée par Franz (scénario) et Christian Denayer (dessin). Elle est pré-publiée dans le Journal de Tintin à partir de 1986 puis publiée en albums aux éditions du Lombard. La série est reprise par P&T Production, devenu Joker éditions.

## Auteurs
- Scénario : Franz (tomes 1 à 3), Christian Denayer (tome 4)
- Dessin : Christian Denayer
- Couleur : Franz (tomes 1 et 2), Frank Brichau (tome 3), Christian Denayer (tome 4)

## Synopsis
Les dérives de l'industrialisation à outrance ont tellement modifié les conditions de vie sur Terre que les hommes se sont réfugiés sur d'énormes satellites habités, « Terra 1 », « Terra 2 », etc. La Terre, bien qu'en partie régénérée après plusieurs dizaines d'années, est devenue le dépotoir des satellites et un enfer où l'on exile les condamnés. Gord est de ceux-là et il cherche à prouver son innocence et à démasquer les responsables de son emprisonnement...

## Albums
1. ...et ils ont appris le vent (1987)
2. Le Spit du snack (1988)
3. L'Enfant-dieu (1992)
4. La Neige rouge (2000)

Gord édition intégrale (2000)

## Publication

### Éditeurs
- Éditions du Lombard : tomes 1 et 2 (première édition des tomes 1 et 2)
- P&T Production : tomes 1 à 3 (première édition du tome 3)
- Joker éditions : tomes 1 à 4 (première édition du tome 4) et intégrale